# Cornovecchio
Cornovecchio (lombardul: Corvèc) település Olaszországban, Lombardia régióban, Lodi megyében. Lakosainak száma 193 fő (2023. január 1.). Cornovecchio Caselle Landi, Corno Giovine, Crotta d’Adda, Maleo, Meleti és Pizzighettone községekkel határos.

## Népesség
A település lakossága az elmúlt években az alábbi módon változott:
| Lakosok száma | 215  | 213  | 193  |
|               | 2017 | 2018 | 2023 |